# Olios praecinctus
Olios praecinctus là một loài nhện trong họ Sparassidae.
Loài này thuộc chi Olios. Olios praecinctus được Ludwig Carl Christian Koch miêu tả năm 1865.